# Pycnonotidae
Los picnonótidos (Pycnonotidae) son una familia de aves perteneciente al orden de los paseriformes. Sus miembros, que se llaman comúnmente bulbules, son un grupo pájaros de tamaño mediano, principalmente frugívoros, propios del África y Asia tropical y subtropical. Existen 153 especies. La mayoría son de colores poco llamativos, con plumajes uniformes que van del pardo oliváceo a tonos grises y negros, pero algunos son coloridos, con partes inferiores, mejillas, gargantas o cejas de colores intensos como amarillo, rojo o anaranjado. Muchos de ellos tienen penachos en la cabeza característicos.
Muchas de estas especies habitan en las copas de los árboles, mientras que algunas se localizan en el sotobosque. Ponen hasta 5 huevos rosados purpúreos en nidos abiertos, ubicados en los árboles, que son incubados por la hembra.
El bulbul orfeo ha sido introducido en muchas áreas tropicales y subtropicales, por ejemplo en el sur de la Florida, Estados Unidos.

## Etimología
La palabra «bulbul» proviene del término árabe «بلبل» que significa «ruiseñor».

## Taxonomía
Tradicionalmente los bulbules se clasificaban en 4 grupos nombrados por sus géneros característicos, Pycnonotus, Phyllastrephus, Criniger, y  Chlorocichla (Delacour, 1943). Sin embargo, análisis más recientes demostraron que este arreglo está probablemente basado en interpretación errónea de caracteres.
La comparación de secuencias de citocromo b del ADN mitocondrial permitió encontrar que cinco especies de  Phyllastrephus no pertenecen a los bulbules, sino a un grupo enigmático de aves canoras de Madagascar, los chips malgaches agrupados en la pretendida familia "Bernieriidae" (Cibois et al., 2001, ver más abajo las especies implicadas). De igual forma, el análisis de secuencias de los genes RAG1 y RAG2 en el ADN nuclear permite sugerir que el género  Nicator tampoco es un bulbul (Beresford et al., 2005).  Ya antes, por un estudio de Pasquet et al. (2001), se había indicado que el ordenamiento inicial de la familia no tenía en cuenta la biogeografía, al demostrar que el género Criniger debía ser dividido en dos linajes separados, uno africano (Criniger) y otro asiático (Alophoixus). Usando análisis de 3 secuencias de DNA (una de ADN nuclear y dos de ADN mitocondrial) Moyle y Marks (2006) encontraron un linaje mayormente asiático y otro africano en el grupo de los bulbules verdes y los del género  Bleda . El bulbul verde dorado (Calyptocichla serina) parece ser muy distinto y forma un grupo propio. Algunos taxones no son monofiléticos y se requieren más investigaciones para determinar las relaciones dentro de los géneros más grandes.

### Lista sistemática
En la actualidad se reconocen las siguientes especies en la familia:
- Género Spizixos

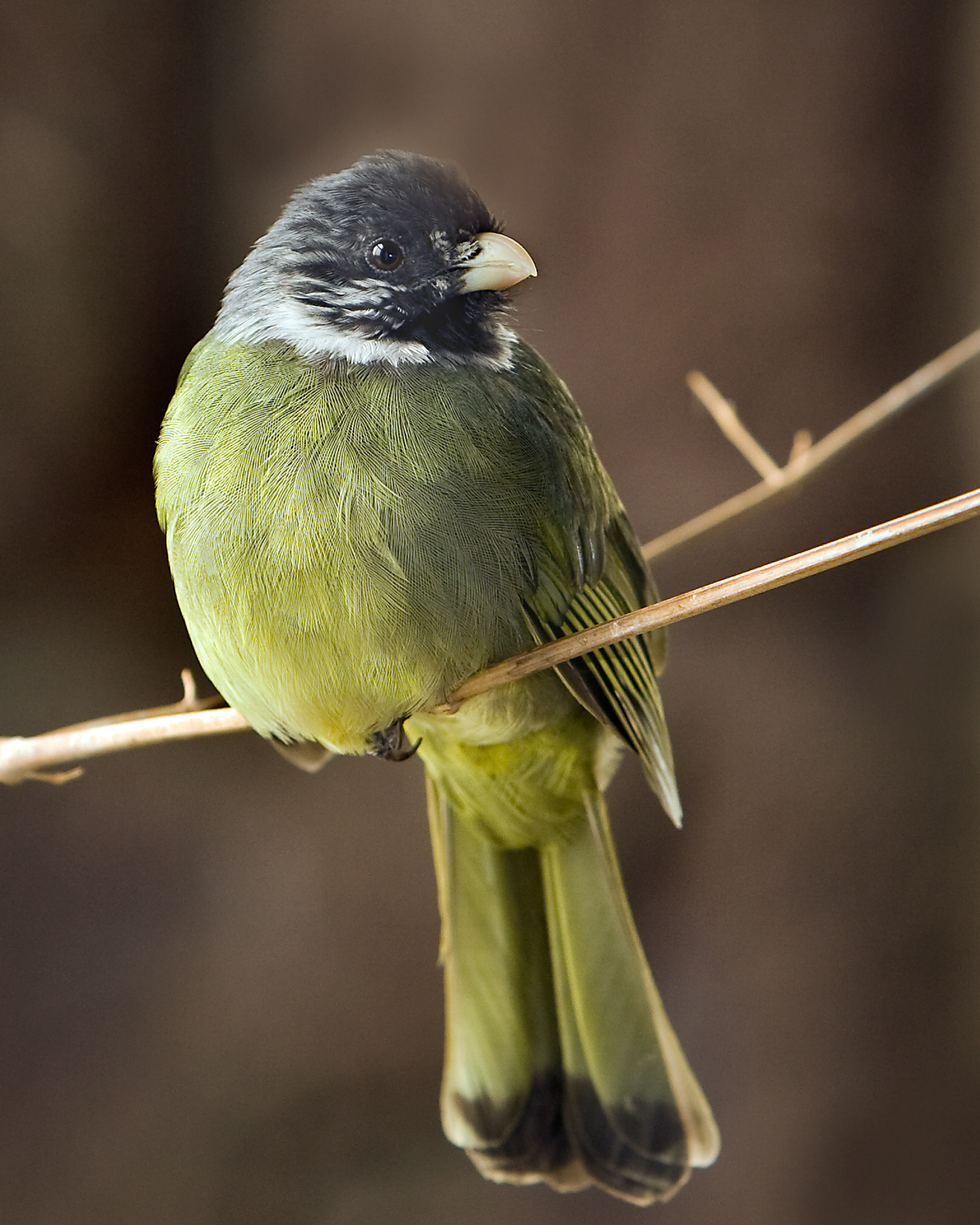
Bulbul collarejo (Spizixos semitorques).

  - Spizixos canifrons – bulbul picogrueso;
  - Spizixos semitorques – bulbul collarejo;

- Género Pycnonotus

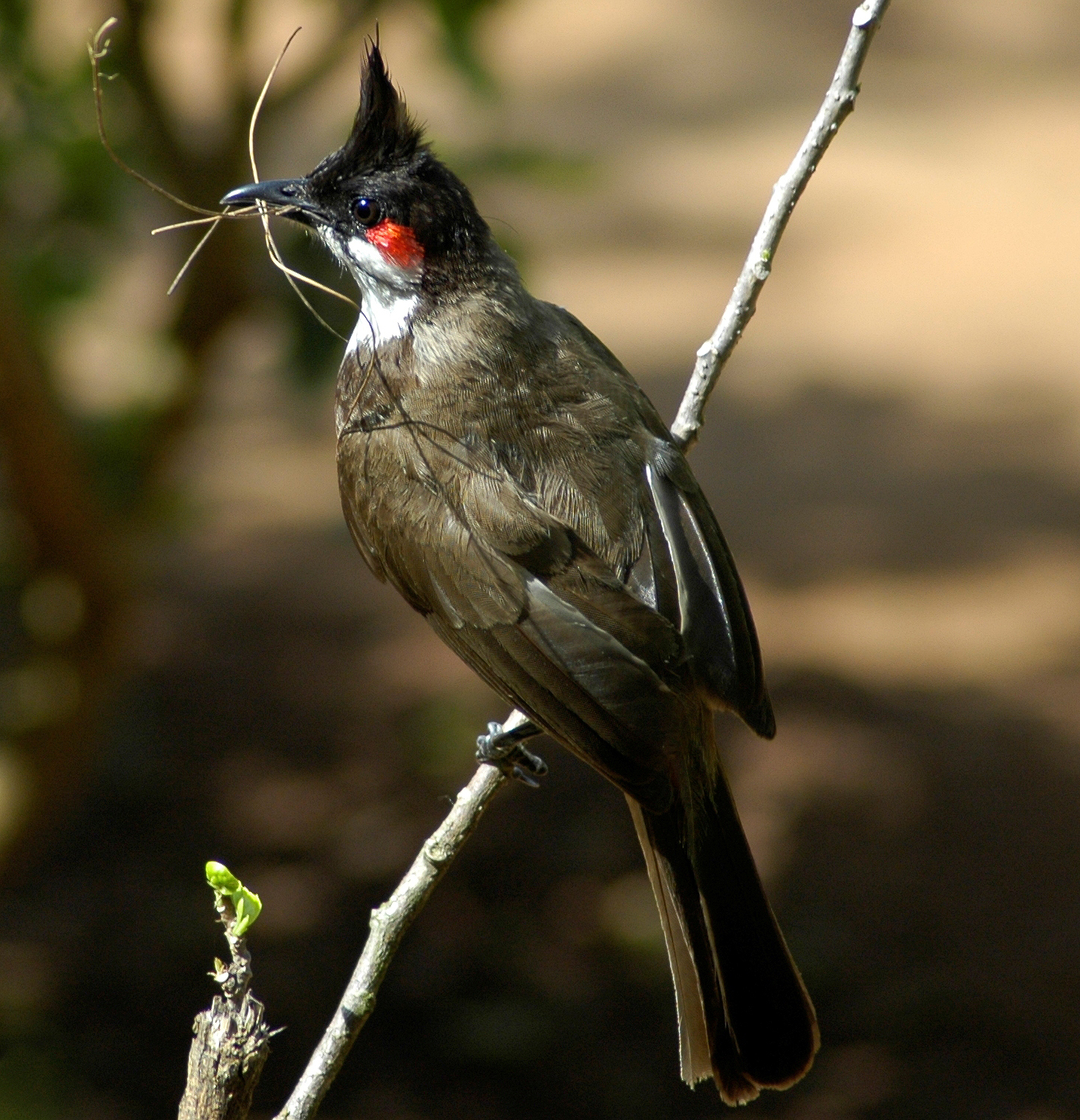
El bulbul orfeo pertenece al género Pycnonotus.

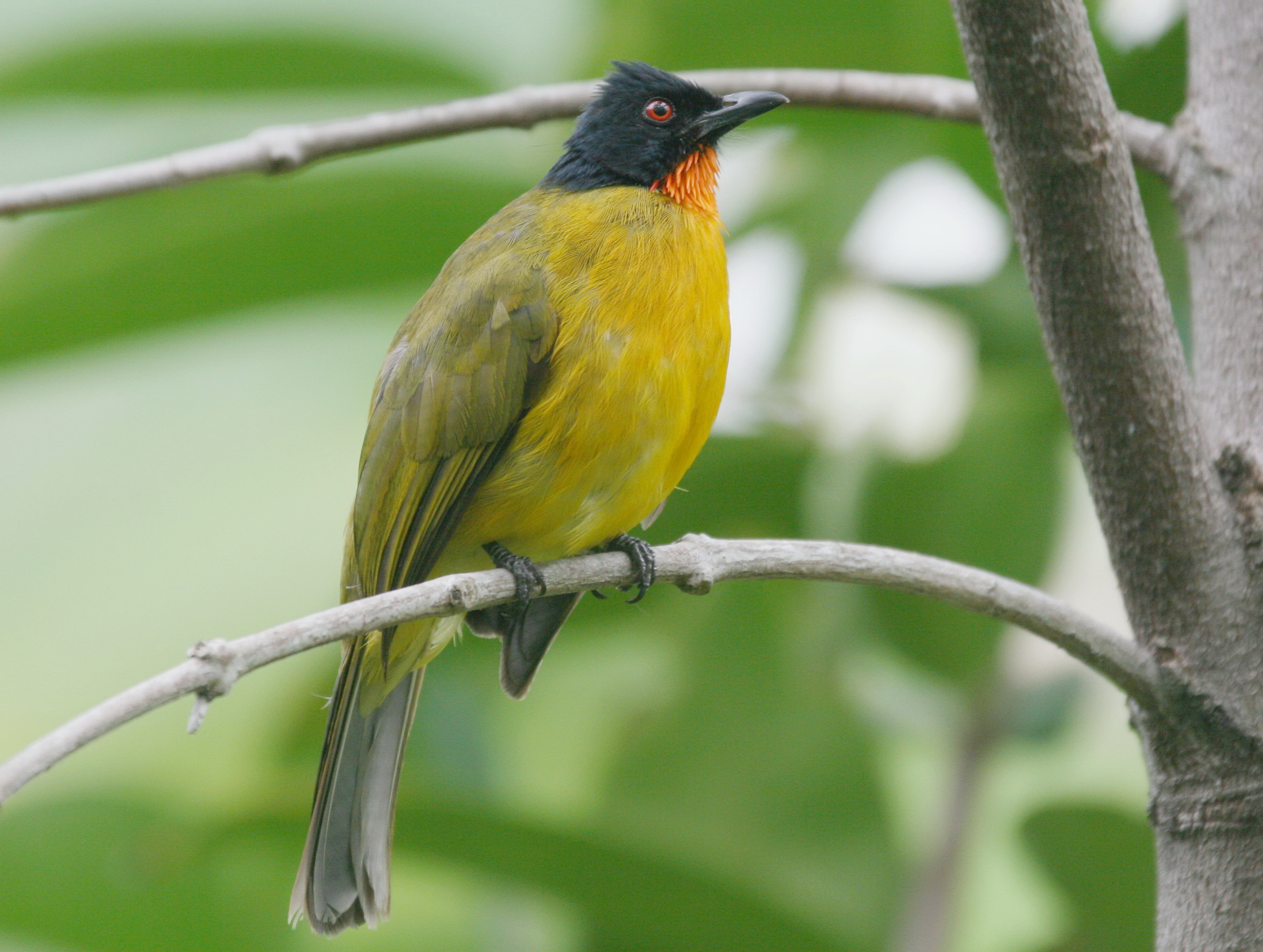
Bulbul gorgirrojo (Pycnonotus dispar).

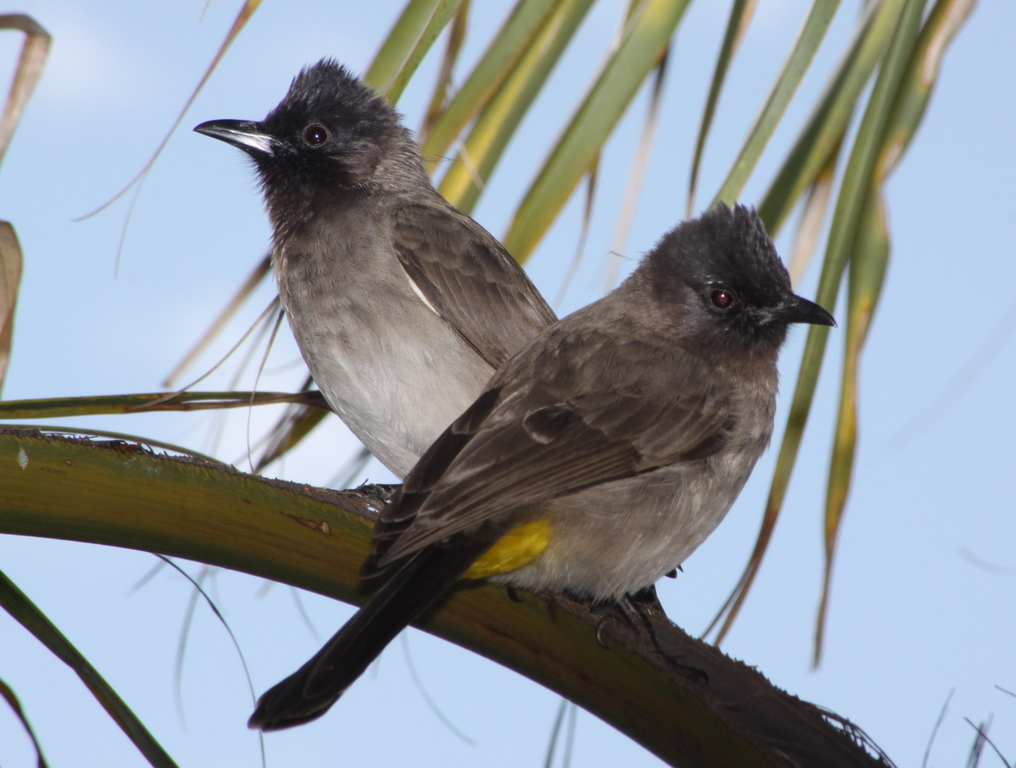
Bulbules naranjeros (Pycnonotus barbatus).

  - Pycnonotus zeylanicus – bulbul cabeciamarillo;
  - Pycnonotus striatus – bulbul estriado;
  - Pycnonotus leucogrammicus – bulbul rayado;
  - Pycnonotus tympanistrigus – bulbul cuellipinto;
  - Pycnonotus melanoleucus – bulbul blanquinegro;
  - Pycnonotus priocephalus – bulbul cabecigrís;
  - Pycnonotus atriceps – bulbul cabecinegro;
  - Pycnonotus fuscoflavescens – bulbul de las Andamán;
  - Pycnonotus melanicterus – bulbul carinegro;
  - Pycnonotus flaviventris – bulbul crestinegro;
  - Pycnonotus dispar – bulbul gorgirrojo;
  - Pycnonotus gularis – bulbul gorginaranja;
  - Pycnonotus montis – bulbul de Borneo;
  - Pycnonotus squamatus – bulbul escamado;
  - Pycnonotus cyaniventris – bulbul ventrigrís;
  - Pycnonotus jocosus – bulbul orfeo;
  - Pycnonotus xanthorrhous – bulbul pechipardo;
  - Pycnonotus sinensis – bulbul chino;
  - Pycnonotus taivanus – bulbul de Taiwán;
  - Pycnonotus leucogenys – bulbul cariblanco;
  - Pycnonotus leucotis – bulbul orejiblanco;
  - Pycnonotus cafer – bulbul cafre;
  - Pycnonotus aurigaster – bulbul ventridorado;
  - Pycnonotus xanthopygos – bulbul árabe;
  - Pycnonotus nigricans – bulbul encapuchado;
  - Pycnonotus capensis – bulbul de El Cabo;
  - Pycnonotus barbatus – bulbul naranjero;
  - Pycnonotus somaliensis – bulbul somalí;
  - Pycnonotus dodsoni – bulbul de Dodson;
  - Pycnonotus tricolor – bulbul tricolor;
  - Pycnonotus eutilotus – bulbul lanudo;
  - Pycnonotus nieuwenhuisii – bulbul ojiazul;
  - Pycnonotus urostictus – bulbul ojigualdo;
  - Pycnonotus bimaculatus – bulbul bimaculado;
  - Pycnonotus snouckaerti – bulbul de Snouckaert;
  - Pycnonotus finlaysoni – bulbul de Finlayson;
  - Pycnonotus xantholaemus – bulbul gorgigualdo;
  - Pycnonotus penicillatus – bulbul orejudo;
  - Pycnonotus flavescens – bulbul amarillento;
  - Pycnonotus goiavier – bulbul culiamarillo;
  - Pycnonotus luteolus – bulbul cejiblanco;
  - Pycnonotus plumosus – bulbul aliverde;
  - Pycnonotus cinereifrons – bulbul penitente;
  - Pycnonotus blanfordi – bulbul de Blanford;
  - Pycnonotus conradi – bulbul de Conrad;
  - Pycnonotus simplex – bulbul ojiblanco;
  - Pycnonotus brunneus – bulbul ojirrojo;
  - Pycnonotus erythropthalmos – bulbul de anteojos;
  - Pycnonotus hualon – bulbul cariperlado;
- Género ArizelocichlaEl bulbul de las Milanji (Arizelocichla milanjensis).

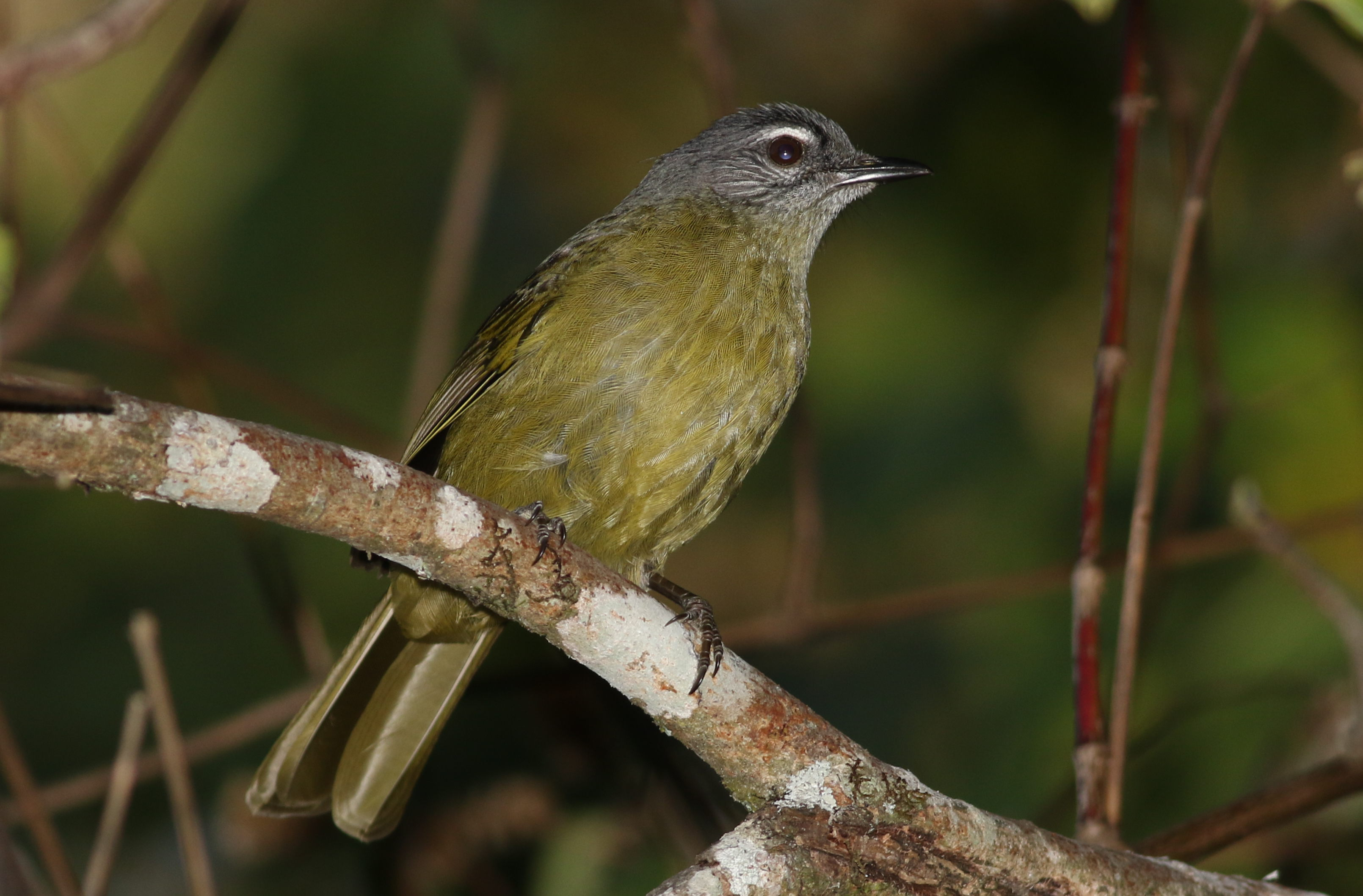
El bulbul de las Milanji (Arizelocichla milanjensis).

  - Arizelocichla masukuensis – bulbul de las Masuku;
  - Arizelocichla kakamegae – bulbul de Kakamega;
  - Arizelocichla montana – bulbul montano;
  - Arizelocichla tephrolaema – bulbul pechioliva;
  - Arizelocichla kikuyuensis – bulbul kikuyu;
  - Arizelocichla nigriceps – bulbul cabecioscuro septentrional;
  - Arizelocichla neumanni – bulbul de las Uluguru;
  - Arizelocichla fusciceps – bulbul cejinegro;
  - Arizelocichla chlorigula – bulbul cabecioscuro austral;
  - Arizelocichla milanjensis – bulbul de las Milanji;
  - Arizelocichla olivaceiceps – bulbul cabecioliva;
  - Arizelocichla striifacies – bulbul cariestriado;
- Género Stelgidillas
  - Stelgidillas gracilirostris – bulbul picofino;
- Género EurillasBulbul sibá (Eurillas latirostris).
  - Eurillas virens – bulbul verde;

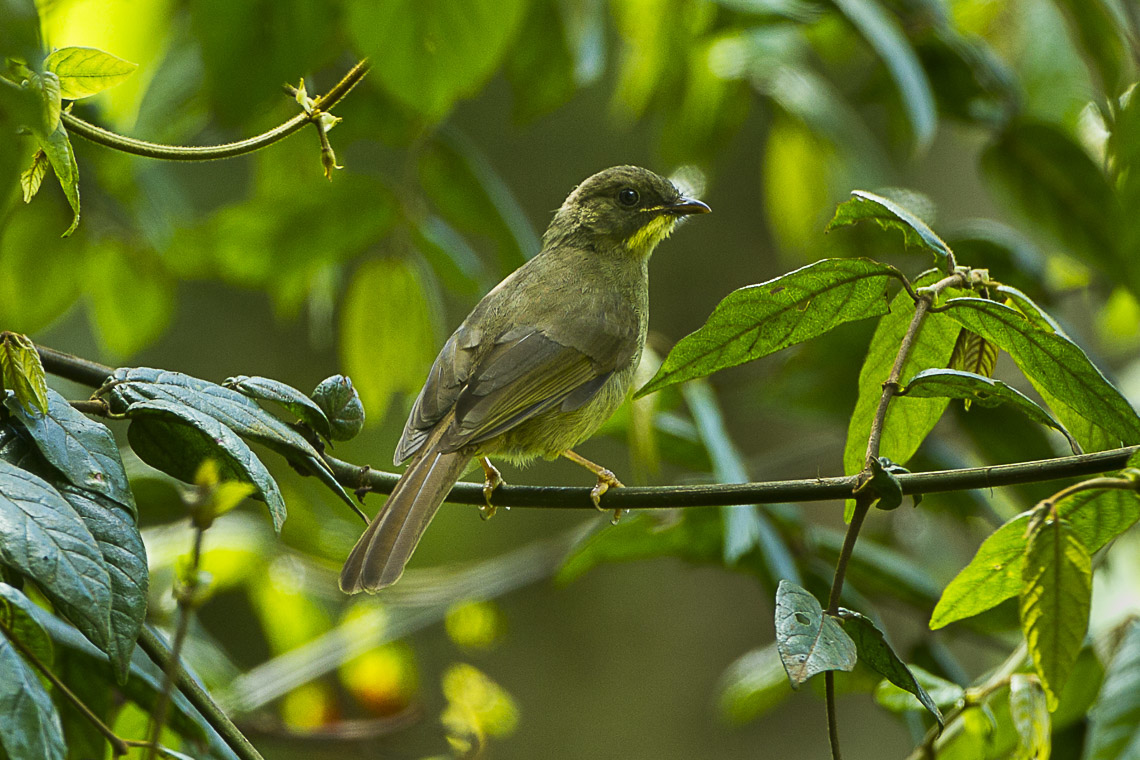
Bulbul sibá (Eurillas latirostris).

  - Eurillas gracilis – bulbul grácil;
  - Eurillas ansorgei – bulbul de Ansorge;
  - Eurillas curvirostris – bulbul piquicurvo;
  - Eurillas latirostris – bulbul sibá;
- Género Andropadus
  - Andropadus importunus – bulbul de Zanzíbar;
- Género Calyptocichla
  - Calyptocichla serinus – bulbul dorado;
- Género Baeopogon
  - Baeopogon indicator – bulbul indicador;
  - Baeopogon clamans – bulbul chillón;
- Género Ixonotus
  - Ixonotus guttatus – bulbul moteado;

- Género Chlorocichla

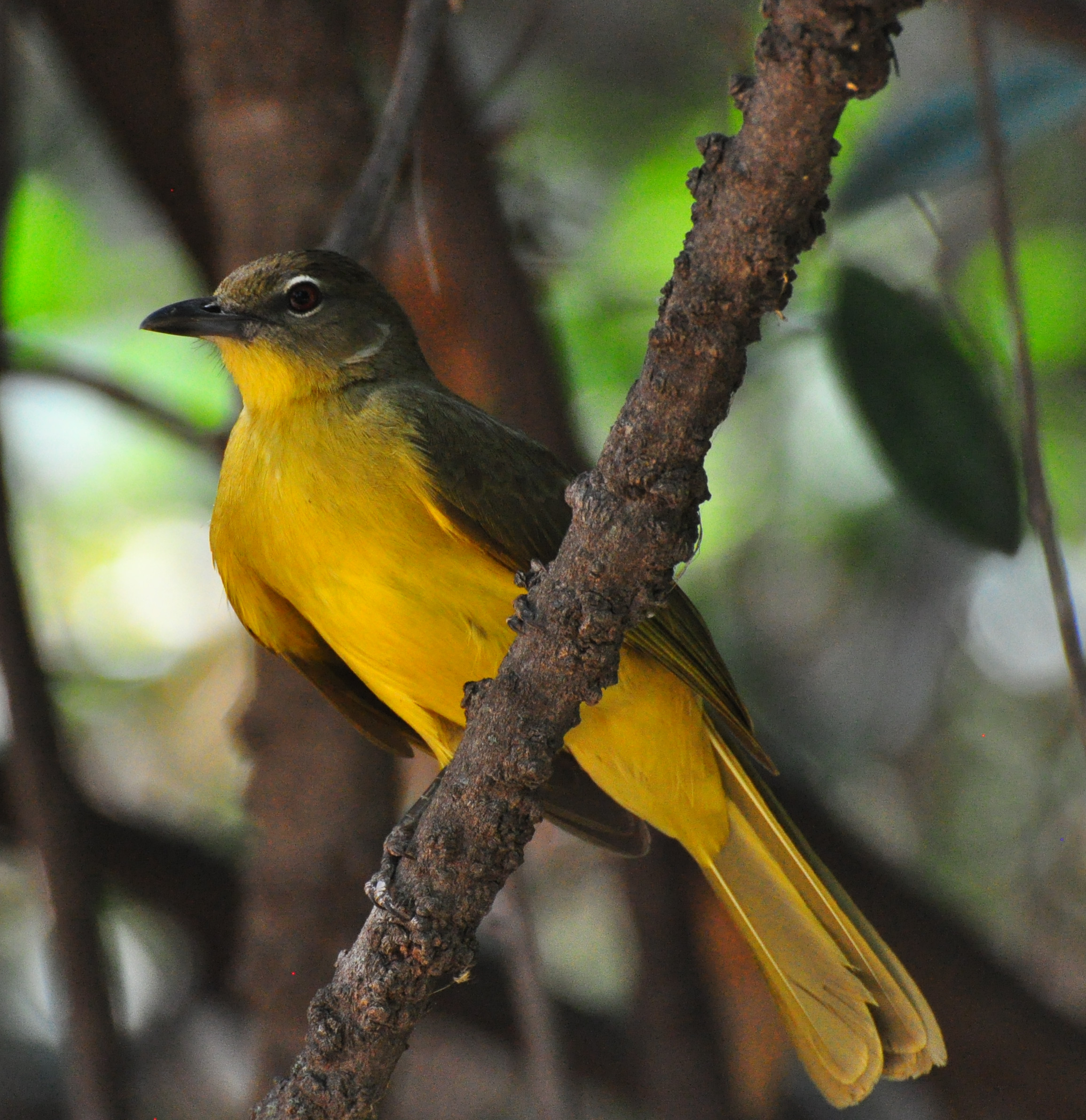
Bulbul pechiamarillo (Chlorocichla flaviventris).

  - Chlorocichla laetissima – bulbul alegre;
  - Chlorocichla prigoginei – bulbul de Prigogine;
  - Chlorocichla flaviventris – bulbul pechiamarillo;
  - Chlorocichla falkensteini – bulbul de Falkenstein;
  - Chlorocichla simplex – bulbul sencillo;
- Género Atimastillas
  - Atimastillas flavicollis – bulbul gorgiamarillo;
- Género Thescelocichla
  - Thescelocichla leucopleura – bulbul de las rafias;
- Género Phyllastrephus Bulbul de Cabanis (Phyllastrephus cabanisi).

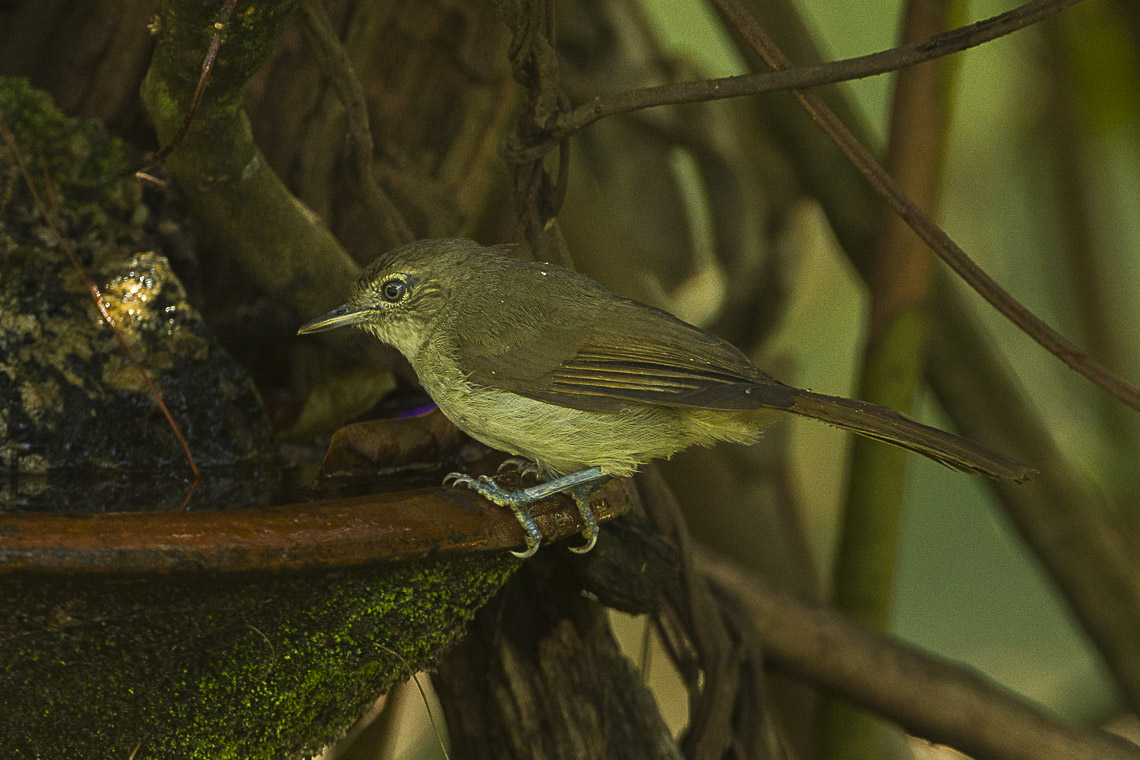
Bulbul de Cabanis (Phyllastrephus cabanisi).

  - Phyllastrephus scandens – bulbul colirrojizo;
  - Phyllastrephus terrestris – bulbul terrestre;
  - Phyllastrephus strepitans – bulbul pardo;
  - Phyllastrephus cerviniventris – bulbul verdioliva;
  - Phyllastrephus fulviventris – bulbul ventrirrufo;
  - Phyllastrephus baumanni – bulbul de Baumann;
  - Phyllastrephus hypochloris – bulbul de Toro;
  - Phyllastrephus lorenzi – bulbul de Lorenz;
  - Phyllastrephus fischeri – bulbul de Fischer;
  - Phyllastrephus cabanisi – bulbul de Cabanis;
  - Phyllastrephus placidus – bulbul plácido;
  - Phyllastrephus poensis – bulbul de Fernando Póo;
  - Phyllastrephus icterinus – bulbul icterino;
  - Phyllastrephus xavieri – bulbul de Xavier;
  - Phyllastrephus albigularis – bulbul gorgiblanco;
  - Phyllastrephus flavostriatus – bulbul listado;
  - Phyllastrephus alfredi – bulbul de Alfred;
  - Phyllastrephus poliocephalus – bulbul ventriamarillo;
  - Phyllastrephus debilis – bulbul chico;
  - Phyllastrephus albigula – bulbul de las Usambara;

- Género Bleda

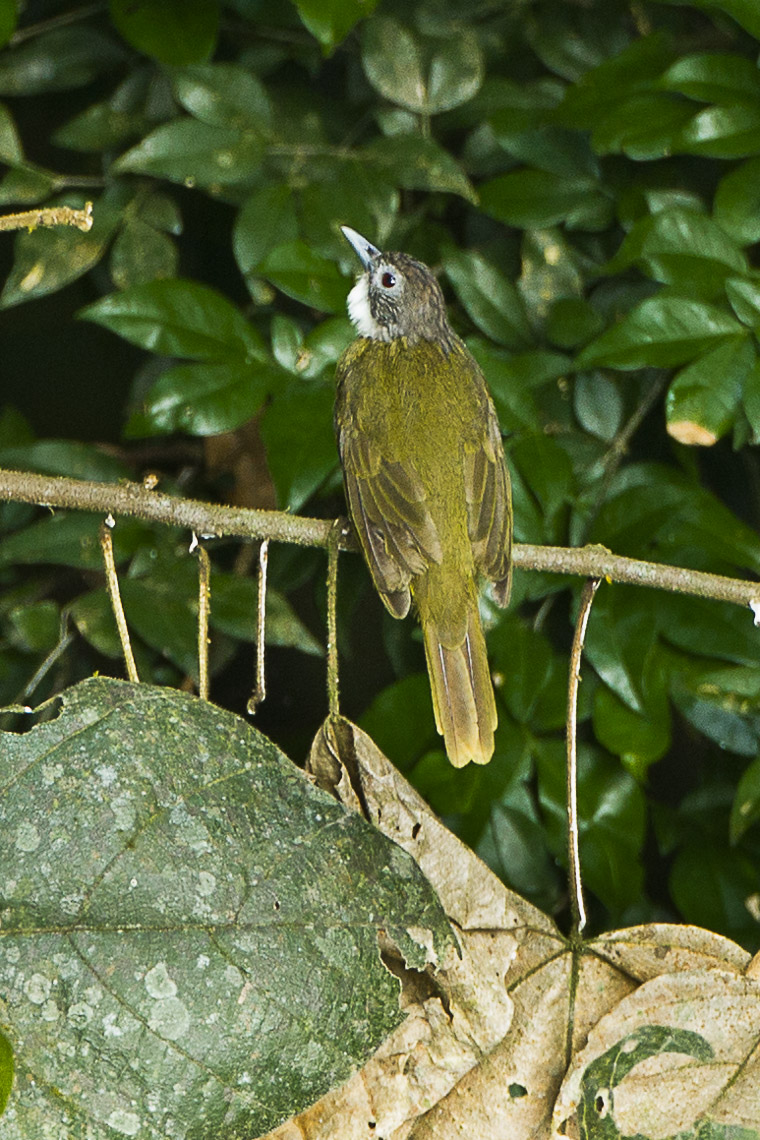
Bulbul colirrojo (Criniger calurus).

  - Bleda syndactylus – bulbul bigotudo;
  - Bleda eximius – bulbul coliverde;
  - Bleda notatus – bulbul manchado;
  - Bleda canicapillus – bulbul hormiguero;
- Género Criniger
  - Criniger barbatus – bulbul barbado;
  - Criniger chloronotus – bulbul dorsiverde;
  - Criniger calurus – bulbul colirrojo;
  - Criniger ndussumensis – bulbul barbiblanco;
  - Criniger olivaceus – bulbul barbigualdo;

- Género Alophoixus

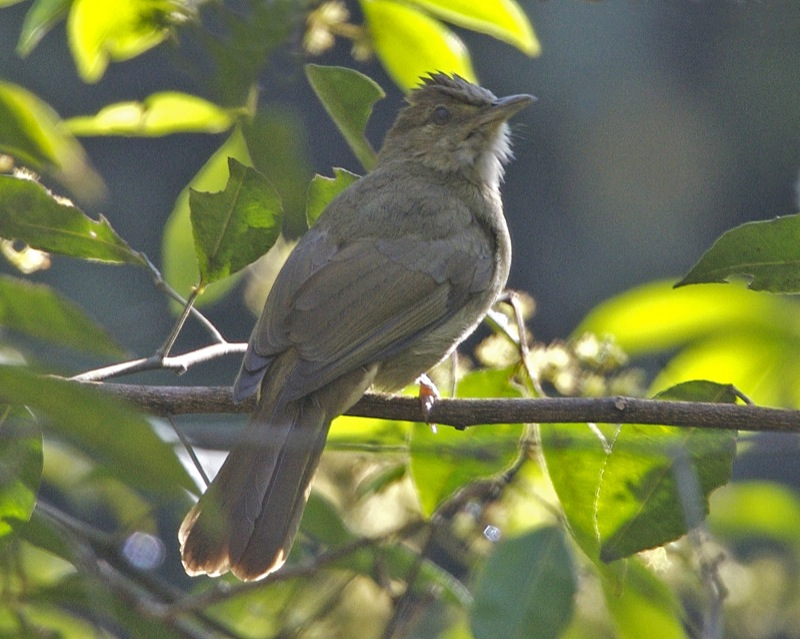
Bulbul pálido (Alophoixus pallidus).

  - Alophoixus finschii – bulbul de Finsch;
  - Alophoixus flaveolus – bulbul frentigrís;
  - Alophoixus pallidus – bulbul pálido;
  - Alophoixus ochraceus – bulbul ocráceo;
  - Alophoixus bres – bulbul bres;
  - Alophoixus frater – bulbul fraile;
  - Alophoixus phaeocephalus – bulbul capirotado;
- Género Acritillas
  - Acritillas indica – bulbul cejiamarillo;
- Género Setornis
  - Setornis criniger – bulbul piquilargo;
- Género Tricholestes
  - Tricholestes criniger – bulbul peludo;
- Género IoleBulbul oliváceo (Iole crypta).

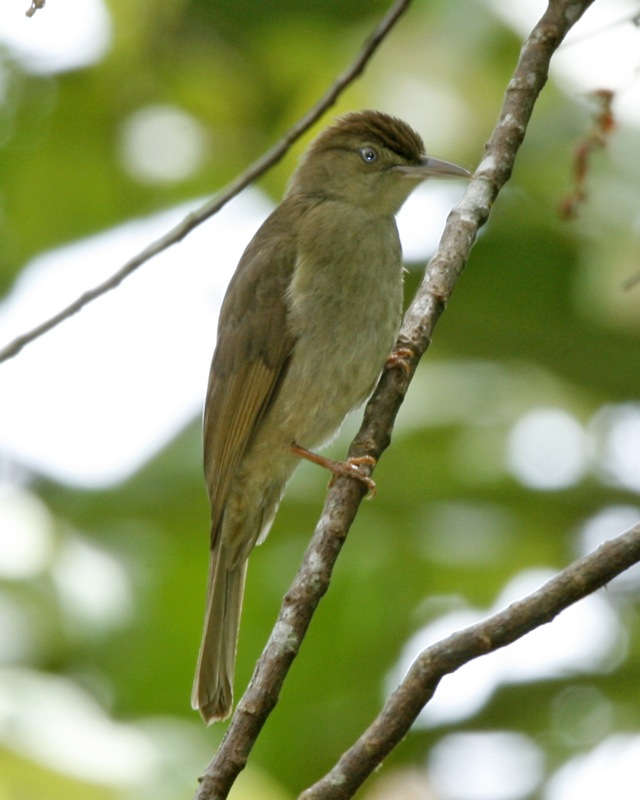
Bulbul oliváceo (Iole crypta).

  - Iole viridescens – bulbul verdoso;
  - Iole cacharensis – bulbul de Cachar;
  - Iole propinqua – bulbul ojigrís;
  - Iole crypta – bulbul oliváceo;
  - Iole charlottae – bulbul de Charlotte;
  - Iole palawanensis – bulbul de Palawan;
- Género Ixos
  - Ixos nicobariensis – bulbul de Nicobar;
  - Ixos mcclellandii – bulbul de McClelland;
  - Ixos malaccensis – bulbul malayo;
  - Ixos virescens – bulbul de Sumatra;
- Género Thapsinillas
  - Thapsinillas affinis – bulbul colidorado;
  - Thapsinillas longirostris – bulbul de las Sula;
  - Thapsinillas mysticalis – bulbul de Buru;
- Género Hemixos
  - Hemixos flavala – bulbul ceniciento;
  - Hemixos cinereus – bulbul cinéreo;
  - Hemixos castanonotus – bulbul castaño;

- Género Hypsipetes

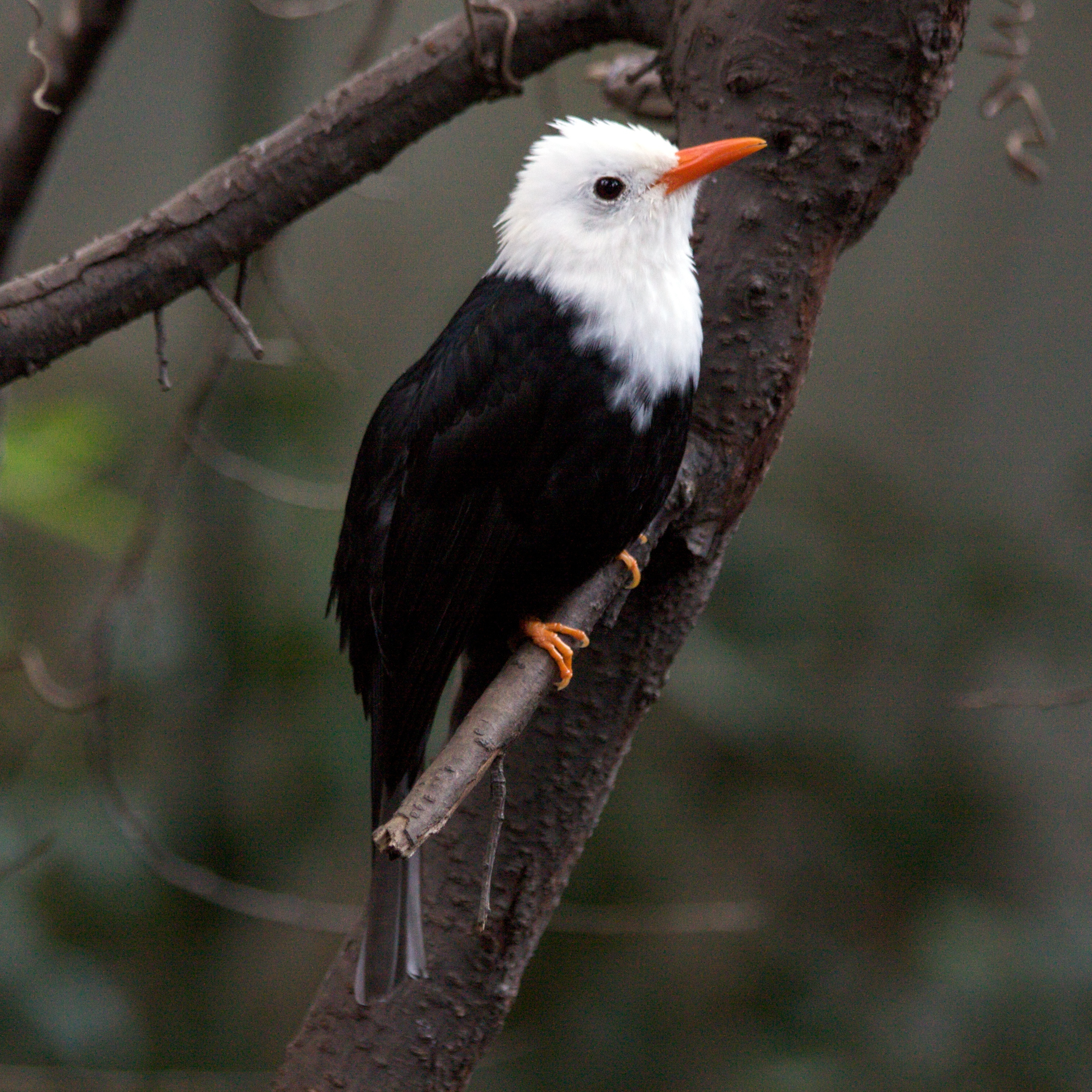
Bulbul negro (Hypsipetes leucocephalus).

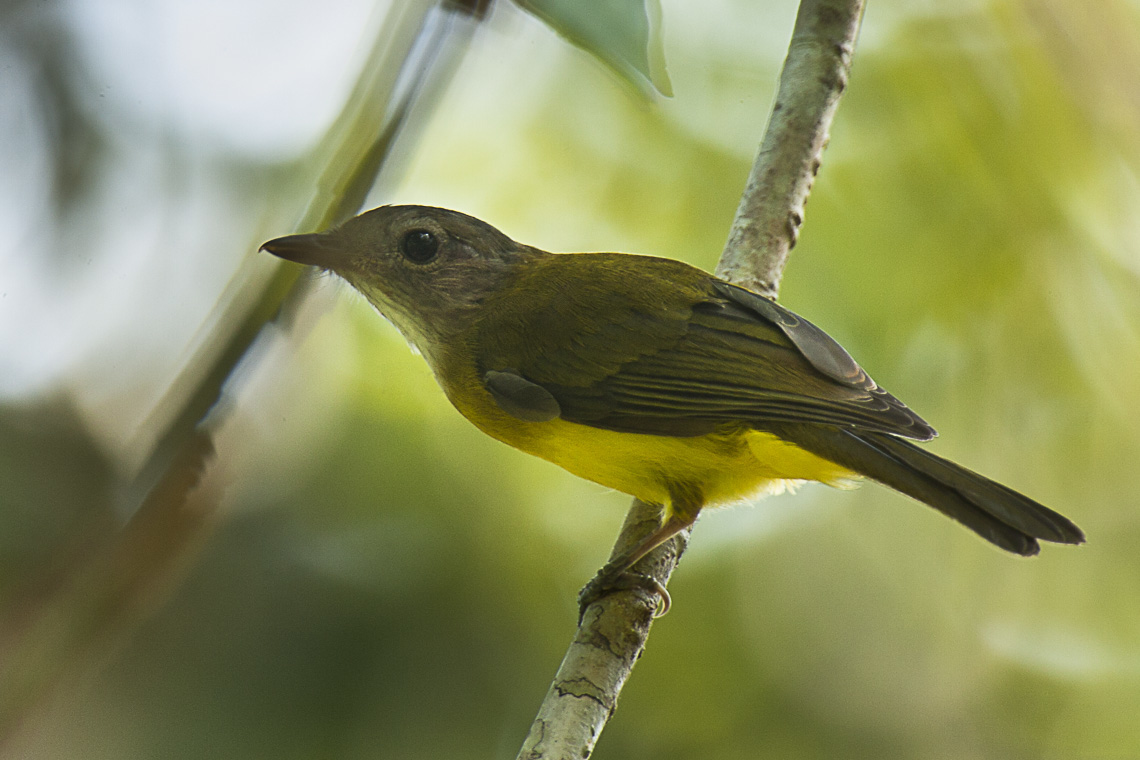
Bulbul de Everett (Hypsipetes everetti).

  - Hypsipetes crassirostris – bulbul picogordo;
  - Hypsipetes borbonicus – bulbul de Reunión;
  - Hypsipetes olivaceus – bulbul de Mauricio;
  - Hypsipetes madagascariensis – bulbul malgache;
  - Hypsipetes parvirostris – bulbul de la Gran Comora;
  - Hypsipetes moheliensis – bulbul de Mohéli;
  - Hypsipetes leucocephalus – bulbul negro;
  - Hypsipetes ganeesa – bulbul de los Ghats;
  - Hypsipetes philippinus – bulbul filipino;
  - Hypsipetes mindorensis – bulbul de Mindoro;
  - Hypsipetes guimarasensis – bulbul de las Bisayas;
  - Hypsipetes rufigularis – bulbul gorgirrufo;
  - Hypsipetes siquijorensis – bulbul de Siquijor;
  - Hypsipetes everetti – bulbul de Everett;
  - Hypsipetes amaurotis – bulbul orejipardo;
- Género Cerasophila
  - Cerasophila thompsoni – bulbul cabeciblanco;
- Género Neolestes
  - Neolestes torquatus – bulbul acollarado.

### Anteriormente clasificados en Pycnonotidae
Trasladados a Bernieridae:

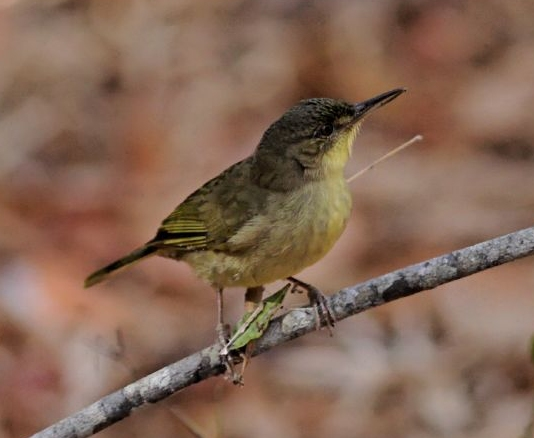
El bulbul tetraka (Bernieria madagascariensis) de Madagascar se considera ahora un miembro de la familia Bernieriidae.

- Género Bernieria – antes en Phyllastrephus
  - Bernieria madagascariensis - bulbul tetraka;

- Género Xanthomixis - antes en Phyllastrephus
  - Xanthomixis zosterops - bulbul piquicorto;
  - Xanthomixis apperti - bulbul oscuro;
  - Xanthomixis tenebrosus - bulbul de Appert;
  - Xanthomixis cinereiceps - bulbul coronigrís;

Trasladados a Locustellidae:
- Género Malia - antes en Timaliidae
  - Malia grata – timalí malia;

Incertae sedis
- Género Nicator
  - Nicator chloris - conquistador occidental;
  - Nicator gularis - conquistador oriental;
  - Nicator vireo - conquistador gorgiamarillo.